# Депиляция
Депиля́ция (от de и лат. pilus — волос) — временное удаление волосяного покрова.
В отличие от эпиляции, депиляция — временное удаление волос механическим способом, которое относится к физическим методам косметических процедур. Эпиляция и депиляция выполняются разными методами.

## Виды депиляции
При депиляции используются бритва, выщипывающие механизмы, в том числе электрические выщипывающие машинки, воск, щипцы.
К депиляции относятся следующие процедуры:
- бритьё;
- восковая депиляция, при которой для удаления волос используются натуральные воски и смолы, а кожу предварительно обезжиривают[2]:

1. горячий способ восковой депиляции — расплавленный воск наносят тонким слоем на кожу с густым и жёстким волосяным покровом (в том числе на лицо), а после затвердевания остывшего покрытия снимают образовавшуюся плёнку вместе с волосами, при горячем способе можно снимать воску руками или использовать для этого полоски хлопчатобумажной ткани;
2. депиляция тёплым воском используется для удаления нормального волосяного покрова, например, на ногах — нагретую восковую смесь используют с тканевыми полосками, смесь наносят на кожу шпателем очень тонким слоем;
3. холодная депиляция воском применяется для тонких волосков (например, для начавших отрастать удалённых ранее волос) — на кожу наносится смесь, имеющая консистенцию густого мёда при комнатной температуре;

- удаление волосков с помощью пинцета или нити (тридинг)

## Традиции
Депиляция бровей, ресниц, волос на подбородке у мужчин и лобковых волос у женщин при помощи горячего каучука, застывающего на волосяном покрове, а затем отрываемого вместе с волосами, издавна практиковалась индейскими племенами в бассейне реки Нанай Перуанской Амазонии. Люди южноамериканской народности сапара (Zápora) использовали для той же цели смолу.